# Aeroportul Dedougou
Aeroportul Dedougou (IATA: DGU, ICAO: DFOD) este un aeroport din Burkina Faso ce deservește zona Dédougou.
Situat la o altitudine de 300 m, aeroportul dispune de o singură pistă.